# Plethodon elongatus
Plethodon elongatus (tên tiếng Tây Ban Nha: Del Norte Salamander) là một loài kỳ giông trong họ Plethodontidae.
Nó là loài đặc hữu của Bắc Mỹ. Con trưởng thành dài khoảng 2 3/8 - 3 inch (6 - 7,6 cm) từ mũi tới lỗ huyệt, và tổng chiều dài khoảng 4 1/3 - 6 inch (11 – 15 cm). Các môi trường sống tự nhiên của chúng là các khu rừng ôn hòa và vùng nhiều đá.
Nó bị đe dọa do mất môi trường sống.

## Hình ảnh

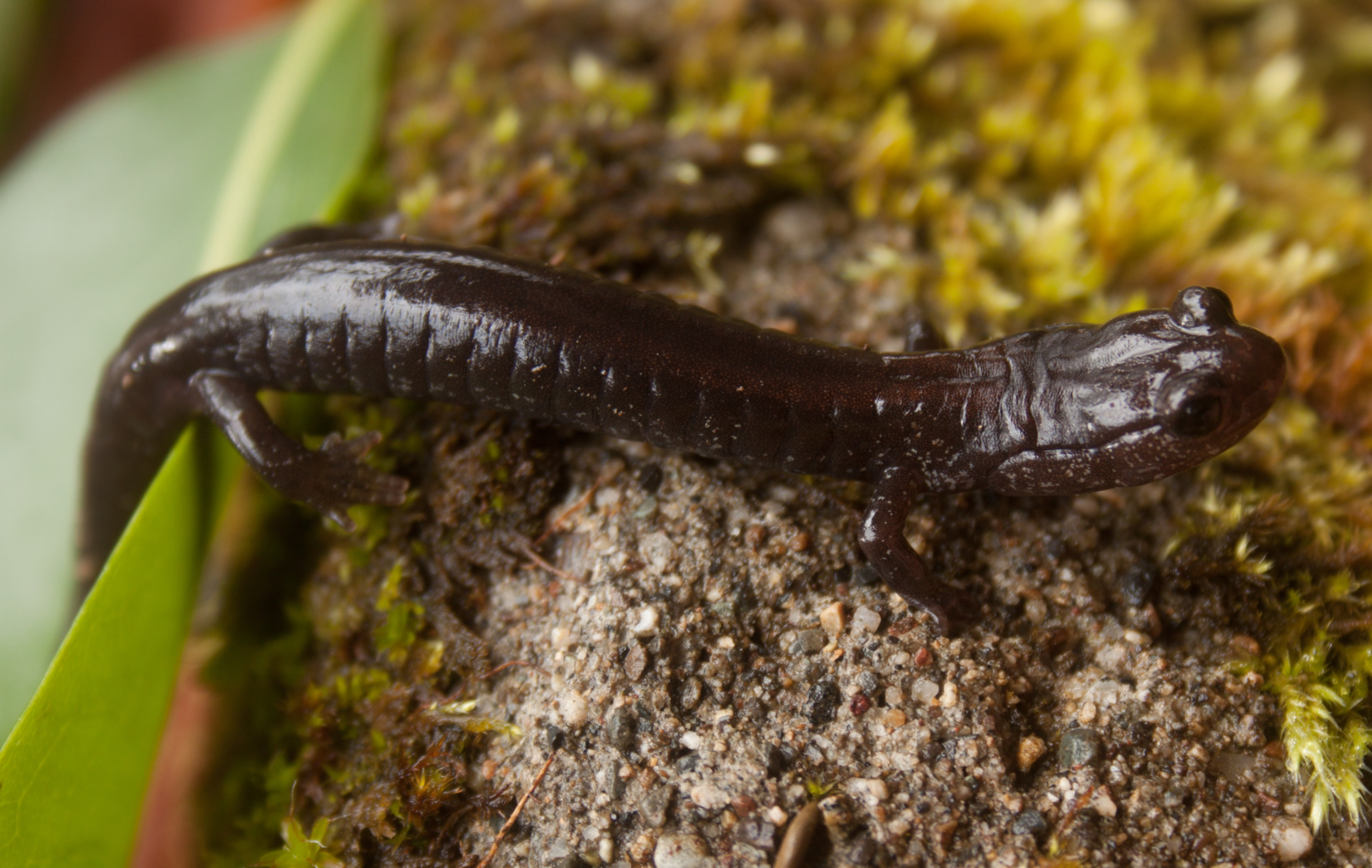